# 36-й гірський корпус (Третій Рейх)
XXXVI-й (36-й) гірський ко́рпус (нім. XXXVI. Gebirgskorps) — гірський корпус Вермахту за часів Другої світової війни.

## Історія
XXXVI-й гірський корпус був сформований 18 листопада 1941 в Норвегії шляхом переформування 36-го головного командування особливого призначення.

## Райони бойових дій
- Фінляндія (листопад 1941 — вересень 1944);
- Норвегія (вересень 1944 — травень 1945).

## Командування

### Командири
- генерал від інфантерії Карл Вайзенбергер (нім. Karl Weisenberger) (30 листопада 1941 — 10 серпня 1944);
- генерал гірсько-піхотних військ Еміль Фогель (нім. Emil Vogel) (10 серпня 1944 — 8 травня 1945).

## Бойовий склад 36-го гірського корпусу
Формування управління, забезпечення та підтримки
- 109-те артилерійське командування (Arko 109);
- 436-те управління корпусного постачання (Korps-Nachschubtruppen 436);
- 436-й корпусний батальйон зв'язку (Korps Nachrichten-Abteilung 436);
- 56-й батальйон гірських носильників (Gebirgs Träger Bataillon 56);
- 436-й топографічний відділ корпусу (Korps-Kartenstelle 436);
- 436-й взвод фельджандармерії (Feldgendarmerie-Trupp 436);
- 436-та польова пошта (Feldpostamt 436);
- 436-й парк вантажних автомобілів (Kraftfahrpark-Truppen 436).

- 169-та піхотна дивізія (169. Infanterie-Division);
- 6-та фінська піхотна дивізія (6. Infanterie-Division (finn.)

- 163-тя піхотна дивізія (163. Infanterie-Division);
- 169-та піхотна дивізія.

- 163-тя піхотна дивізія;
- 169-та піхотна дивізія.

- 163-тя піхотна дивізія;
- 169-та піхотна дивізія.

- 163-тя піхотна дивізія;
- 169-та піхотна дивізія.

- Танкова бригада «Норвегія» (Panzer-Brigade Norwegen);
- Лижна кулеметна бригада «Фінляндія» (MG-Ski-Brigade «Finnland»).